# De Band (televisieserie)
De Band is een Nederlandse komedieserie die werd uitgezonden door de VARA. De serie gaat over een groep vrienden die samen een bandje vormen en stad en land afreizen voor optredens. Er zijn twee seizoenen van de serie opgenomen en uitgezonden.
In april 2006 werd De Band genomineerd voor een BANFF Rockie Award in de categorie ‘comedy’.

## Verhaal
De serie gaat over een groep vrienden die samen een bandje vormen. Onder het motto “altijd op weg, al weet ik echt niet waarnaartoe” geven zij optredens op diverse plaatsen. Dit gebeurt meestal niet zonder problemen. Ook de relaties van de bandleden staan soms op het spel. Zo gaat het er af en toe heftig aan toe tussen Boudewijn en Hella, ouders van een jonge tweeling. Ook Robert en Lisa hebben het soms moeilijk. Lisa wil graag een kind, maar Robert vindt niet dat hij daar aan toe is. Dan heeft Sven ook nog een oogje op Mariska, maar ziet Mariska niet echt iets in een relatie.
De scènes in de serie worden afgewisseld met muziek. Soms is dit bestaande muziek, maar vaak zingen ook de bandleden enkele nummers, die van de hand zijn van David Middelhoff. Meestal zijn de bandleden zelf te horen tijdens optredens op repetities.

## Rolverdeling
Bandleden:
- Pepijn Gunneweg – Robert Schoonewille
- Terence Schreurs – Mariska Lieftinck
- Tijn Docter – Boudewijn Bastiaanse
- Waldemar Torenstra – Sven ten Bokel
- Johnny de Mol – Lou van Kanteren

Overige:
- Lottie Hellingman – Hella Bakker, heeft een relatie met Boudewijn
- Nina Deuss – Lisa ten Bokel (zus van Sven), heeft een relatie met Robert

## Afleveringen

### Seizoen 1: 2003-2004
| Afl. | Titel aflevering                                                                                      | Uitzenddatum NL  |
| ---- | --- | ---------------- |
| 1    | Alles wordt anders                                                                                    | 17 december 2003 |
| 1    | Gastrollen: Talitha Angwarmasse, Bo Bojoh, Aat Ceelen, Chantal Janzen.                                |                  |
| 2    | Broek uit                                                                                             | 24 december 2003 |
| 2    | Gastrollen: Damien Hope, Debbie Korper, Mike Meijer.                                                  |                  |
| 3    | Vrouwendingen                                                                                         | 1 januari 2004   |
| 3    | Gastrollen: Jan van Eijndthoven, Mike Meijer, Laurie Reijs, Emmelie Zipson.                           |                  |
| 4    | Prikkels                                                                                              | 14 januari 2004  |
| 4    | Gastrollen: Stef van der Eijnden, Cecile Heuer, Mike Meijer, Thekla Reuten, Gijs Scholten van Aschat. |                  |
| 5    | Niet echt                                                                                             | 21 januari 2004  |
| 5    | Gastrollen: Aat Ceelen, Ina van Faassen, Hein van der Heijden.                                        |                  |
| 6    | Lijstjes                                                                                              | 28 januari 2004  |
| 6    | Gastrollen: Marcel Jonker, Mike Meijer, Barbara Pouwels, Victor Reinier, Jack Vecht.                  |                  |
| 7    | Therapeutisch                                                                                         | 4 februari 2004  |
| 7    | Gastrollen: Tara Elders, Sabrina van Halderen, Mike Meijer, Afke Reijenga.                            |                  |
| 8    | Meisjes                                                                                               | 11 februari 2004 |
| 8    | Gastrollen: Kees Boot, Rifka Lodeizen, Harpert Michielsen.                                            |                  |
| 9    | Ik wil je                                                                                             | 18 februari 2004 |
| 9    | Gastrollen: Rifka Lodeizen, Mike Meijer, Harpert Michielsen, Albert Jan van Rees.                     |                  |
| 10   | De code                                                                                               | 25 februari 2004 |
| 10   | Gastrollen: Jan van Eijndthoven, Marcel Jonker, Rifka Lodeizen, Anniek Pheifer, Tjitske Reidinga.     |                  |
| 11   | Zeg eens ja                                                                                           | 3 maart 2004     |
| 11   | Gastrollen: Annick Boer, Mike Meijer, Harpert Michielsen, Pim Muda, Frans de Wit.                     |                  |
| 12   | Een kwestie van wennen                                                                                | 10 maart 2004    |
| 12   | Gastrollen: Hein van der Heijden.                                                                     |                  |
| 13   | Hormonen                                                                                              | 17 maart 2004    |
| 13   | Gastrollen: Bo Bojoh, Aat Ceelen, Mike Meijer, Pim Muda, Kees Prins, Tjitske Reidinga.                |                  |

### Seizoen 2: 2005
| Afl. | Titel aflevering | Uitzenddatum NL  |
| ---- | --- | ---------------- |
| 1    | Pijpen | 5 januari 2005   |
| 1    | Boudewijn en Hella hebben twee kleine kinderen, Hella daarbij ook een postnatale depressie. Mariska wordt gek van de rotzooi die Sven maakt. Lou wil graag een triootje. Een radio-programma wil de band interviewen. Fijn voor de groep, minder fijn voor de stotterende Robert. |                  |
| 1    | Gastrollen: Charlie Chan Dagelet, Jeroen Kijk in de Vegte, Abel Nienhuis, Rosa Risselada. |                  |
| 2    | De clip | 12 januari 2005  |
| 2    | Sven wil meer bekendheid voor de band en regelt dat ze een videoclip gaan opnemen. Sven wil veel vrouwelijk naakt, Mariska wil liever een grappig thema. Lou had 2.500 euro aangenomen voor een optreden, maar verbergt dat hij het is kwijtgeraakt. Tegelijkertijd geeft Lisa verschillende 'hints' aan Robert dat ze graag een kind zou willen. |                  |
| 2    | Gastrollen: Jan Arendz, Mads Wittermans. |                  |
| 3    | Baby Blues | 19 januari 2005  |
| 3    | Mariska wil opruimen en gooit oude kleren van Sven weg. Een domper voor Sven, want daar zat zijn shirt van Kurt Cobain in. Voor hem is dit de druppel en hij denkt er over na om het uit te maken. Hella ligt nog steeds hele dagen in bed en wil daar nu verandering in brengen. De gouden tip: 'iets leuks doen'. Sven vraagt of Robert al heeft gebeld naar de platenmaatschappij over hoe goed hun nieuwe single loopt. Hij wil het niet, maar wordt toch nieuwsgierig. |                  |
| 3    | Gastrollen: Marisa van Eyle, Abel Nienhuis. |                  |
| 4    | Zwart | 2 februari 2005  |
| 4    | Mariska gaat tijdelijk bij Lou wonen en schrikt van zijn rotzooi en leefgewoontes. Boudewijn en Hella willen hun huis laten schilderen, maar vinden het veel te duur. Lisa voelt zich achtergesteld door Robert. |                  |
| 4    | Gastrollen: Bo Bojoh, Aat Ceelen, Edwin Jonker, Ton Kas, Mike Meijer, Harpert Michielsen, Fred Vaassen. |                  |
| 5    | Lijmen | 9 februari 2005  |
| 5    | Sven komt veel te laat en dronken naar de repetitie. De anderen maken zich zorgen en proberen Sven en Mariska weer bij elkaar te brengen. Lou heeft het scheermesje van Mariska gebruikt en dat heeft grote gevolgen. Hella is blij met de nieuwe schilder en zegt dit tegen Lisa, terwijl Boudewijn haar keer op keer wil verrassen. |                  |
| 5    | Gastrollen: Edwin Jonker, Wigbolt Kruyver, Mike Meijer, Harpert Michielsen. |                  |
| 6    | Een nieuw leven | 16 februari 2005 |
| 6    | De band speelt ver van huis. Robert wil een hotel regelen, maar dat gaat moeilijker dan gedacht. Lou en Sven willen een gezamenlijke oude vlam laten langskomen. |                  |
| 6    | Gastrollen: Marlies Hamelynck, Edwin Jonker, Caro Lenssen, Mike Meijer. |                  |
| 7    | Een of twee | 23 februari 2005 |
| 7    | Gastrollen: Fransje Boelen, Trudy de Jong, Edwin Jonker, Ton Kas, Tonje Langeveld, Harpert Michielsen, Ignaro Petronilia. |                  |
| 8    | Surprise Surprise | 2 maart 2005     |
| 8    | Gastrollen: Bracha van Doesburgh, Dimme Treurniet. |                  |
| 9    | Verliefd | 9 maart 2005     |
| 9    | Gastrollen: Bracha van Doesburgh, Cees Geel. |                  |
| 10   | Spijt | 16 maart 2005    |
| 10   | Gastrollen: Constance Kruis, Harpert Michielsen. |                  |
| 11   | Intieme details | 23 maart 2005    |
| 11   | Gastrollen: René van Asten, Edo Douma, Ton Kas, Harpert Michielsen, Koen Wouterse. |                  |
| 12   | Volwassen | 30 maart 2005    |
| 12   | Gastrollen: Jara Lucieer, Harpert Michielsen. |                  |
| 13   | Praten | 6 april 2005     |
| 13   | Gastrol: Bracha van Doesburgh. |                  |